# Браун, Софина
Софина Браун (англ. Sophina Brown; род. 18 сентября 1976) — американская телевизионная актриса. Браун наиболее известна благодаря своим регулярным ролям в сериалах CBS «Акула» (2006—2008) и «4исла» (2008—2010). Также она появилась в ряде других телешоу, в том числе «Закон и порядок: Специальный корпус», «Касл», «Братья и сёстры», «Хорошая жена» и «Морская полиция: Спецотдел». В 2013 году она получила второстепенную роль в сериале «Рейвенсвуд».
Браун окончила Мичиганский университет, а вскоре выступала в национальном туре мюзикла «Слава», прежде чем дебютировала на бродвейской сцене в мюзикле «Король Лев». Она замужем за актёром Генри Симмонсом.

## Избранная фильмография
| Год  |   | Русское название | Оригинальное название | Роль                  |
| ---- | - | ---------------- | --------------------- | --------------------- |
| 2015 | с | Крик             | Scream                | детектив Лоррейн Брок |